# Distretto di San José de Lourdes
Il distretto di San José de Lourdes è uno dei sette distretti  della provincia di San Ignacio, in Perù. Si trova nella regione di Cajamarca e si estende su una superficie di 1.482,75 chilometri quadrati.

Istituito il 28 dicembre 1943, ha per capitale la città di San José de Lourdes; al censimento 2005 contava 18.570 abitanti.